# Carved
Série
A Slit-Mouthed Woman 2
(2008)
Pour plus de détails, voir Fiche technique et Distribution.
Carved: The Slit-Mouthed Woman (口裂け女, Kuchisake-onna) est un film d'horreur réalisé par Kōji Shiraishi, sorti en 2007. Il s'agit du premier film de la saga Carved, qui en compte trois.

## Synopsis
Au Japon, la légende de la femme à la bouche fendue raconte l'histoire d'une femme portant un masque chirurgical et une longue paire de ciseaux rouillés qui kidnapperait des enfants dans les parcs et les cours de récréations.
Bien sûr, s'agissant d'une simple légende, les parents pensent que ce ne sont que des rumeurs. 
Mais après un tremblement de terre, les enfants commencent à mystérieusement disparaître les uns après les autres et deux professeurs de l'école primaire de la ville de Midoriyama cherchent à retrouver ces enfants. C'est là que l'histoire de la femme à la bouche fendue prend vie et que les deux professeurs vont vivre un terrible cauchemar accompagnés des enfants kidnappés.

## Fiche technique
- Titre : Carved: The Slit-Mouthed Woman
- Titre original : 口裂け女 (Kuchisake-onna?)
- Titre français : La Femme à la bouche fendue
- Titre québécois : Sculpté
- Réalisation : Kōji Shiraishi
- Scénario : Naoyuki Yokota et Kōji Shiraishi
- Producteurs : Shuntaro Kanai, Yoshimitsu Yoshitsuru et Nobumasa Miyazawa
- Distributeur : Film Tornado
- Directeur de la photographie : Shōzo Morishita
- Pays d'origine :  Japon
- Langue originale : japonais
- Genre : film d'horreur
- Durée : 90 minutes[1]
- Dates de sortie :
  - Japon : 17 mars 2007[1]
- Film interdit aux moins de 18 ans.

## Distribution
- Kato Haruhiko : Noburo Matsuzaki
- Eriko Satō : Kyoko Yamashita
- Mizuno Miki : Taeko Matsuzaki
- Chiharu Kawai : Mayumi Sasaki
- Rie Kuyawana : Mika Sasaki